# Minamisōma
Minamisōma (japanska: 南相馬市 ?, Minamisōma-shi) är en stad i Fukushima prefektur i Japan. Staden fick stadsrättigheter 2006.
Delar av staden är inom evakueringszonen efter Fukushima-olyckan 2011.